# El Vilardell (Castellcir)
El Vilardell és una masia del terme municipal de Castellcir, al Moianès. Està situada a prop del límit sud del terme, a tocar del termenal amb Sant Quirze Safaja. És en una carena al nord del lloc on es troben el Tenes, que discorre pel costat de llevant del Vilardell, i el torrent de Cerverisses, que ho fa pel de ponent. Al nord-est de la masia, en el marge de llevant del camí que mena al Molí Nou, es troba la Poua Vilardell.
Aquest mas està documentat des del 1287. Té un nucli original del segle xvi però amb molts afegits dels segles XVII i xviii.
Es tracta d'una casa de pagès amb façana encarada a migdia i pati que encercla el nucli original. El cos central, quelcom més aixecat que els laterals, presenta coberta a dues vessants. Compta amb obra de pedra de grans carreus regulars i fang. El portal d'accés és de pedra i format per grans carreus. Està envoltat d'edificis complementaris (estables, femers...) fora del recinte emmurallat. Destaca a la façana principal una finestra de regust tardogòtic damunt l'arc d'accés.